# Ершир
Ершир ( шотл. гел. Siorrachd Inbhir Àir   , pronounced [ˈʃirˠəxk iɲiˈɾʲaːɾʲ] ) — історичне графство та реєстраційне графство на південному заході Шотландії, розташоване на березі затоки Ферт-оф-Клайд. Його головні міста включають Ер, Кілмарнок та Ірвін, і він межує з графствами Ренфрюшир і Ланаркшир на північному сході, Дамфрісшир на південному сході та Кіркубрі і Вігтауншир на півдні. Як і багато інших графств Шотландії, наразі він не має адміністративних функцій, натомість поділений на райони ради: Східного Ерширу, Північного Ерширу і Південного Ерширу. Його населення становить приблизно 366 800 осіб.
Виборча та оціночна територія(діапазон цінових значень) під назвою Ершир охоплює три райони ради: Східний Ершир, Північний Ершир і Південний Ершир, таким чином охоплюючи все історичне графство Ершир, а також охоплюючи острів Арран, Великий Камбре та Малий Камбре з історичного графства Б'ютшир. Три райони ради разом також утворюють район лейтенантства Ершир і Арран.
Найбільшим населеним пунктом в Ерширі є Кілмарнок, за яким слідує місто графства Ер.

## Географія
Ершир має приблизно форму півмісяця і є переважно рівнинним графством з невисокими пагорбами; він є частиною географічного регіону Південна височина Шотландії. На півночі округу знаходяться основні міста та основна частина населення. На схід від Ларгса можна знайти Ренфрюширські височини, які продовжуються на південь до пагорбів навколо озера Блей-Лох.
Південний Ершир поділяє з графствами Галловей гірську місцевість, відому як Галловей Хіллс. Ці пагорби знаходяться на захід від A713 (дорога Ейр до Касл Дуглас) і тягнуться на південь від району Лох Дун майже до Солвей-Ферт. На схід від цього маршруту через пагорби знаходяться пагорби Карсферн і Скоур, які розташовані на південний схід від Далмелінгтона та на південь від Нью-Камнока. Глен Афтон пролягає вглиб цих пагорбів.
Ершир є одним із найбільш родючих у сільськогосподарському відношенні регіонів Шотландії. Картопля вирощується на полях поблизу узбережжя з використанням добрив на основі морських водоростей, а також у регіоні вирощують продукти зі свинини, інші коренеплоди та велику рогату худобу (див. нижче);  і літні ягоди, такі як полуниця, вирощуються в достатку.
Кілька невеликих островів у затоці Ферт-оф-Клайд є частиною Ершира, головними з яких є Хорс-Айл, Леді-Айл і Айлса-Крейг.

### Річки
Основні річки, що течуть до узбережжя Клайда, з півночі на південь:
- Річка Гарнок[12]
- Річка Ірвайн[13]
- Річка Ер[14]
- Річка Дун[15]
- Річка Гірван[16]
- Річка Стінчар[17]

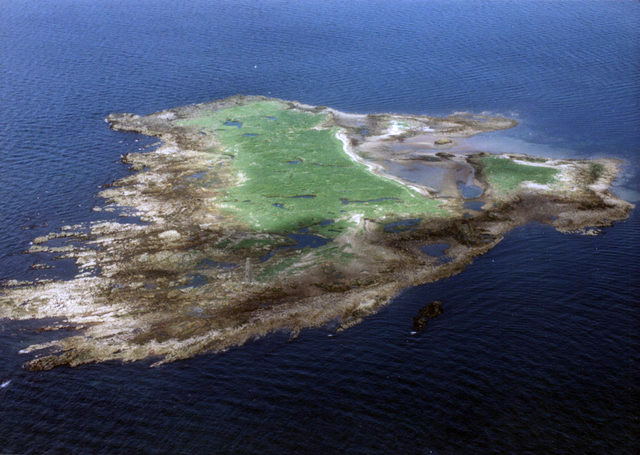
Кінський острів
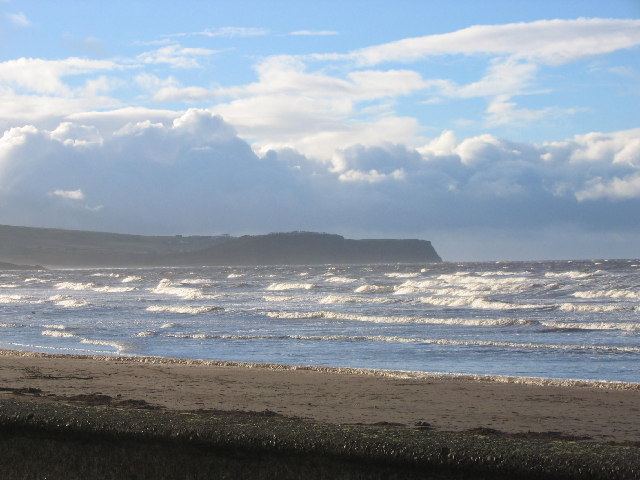
Частина пляжу Ер із головами Ер на задньому плані
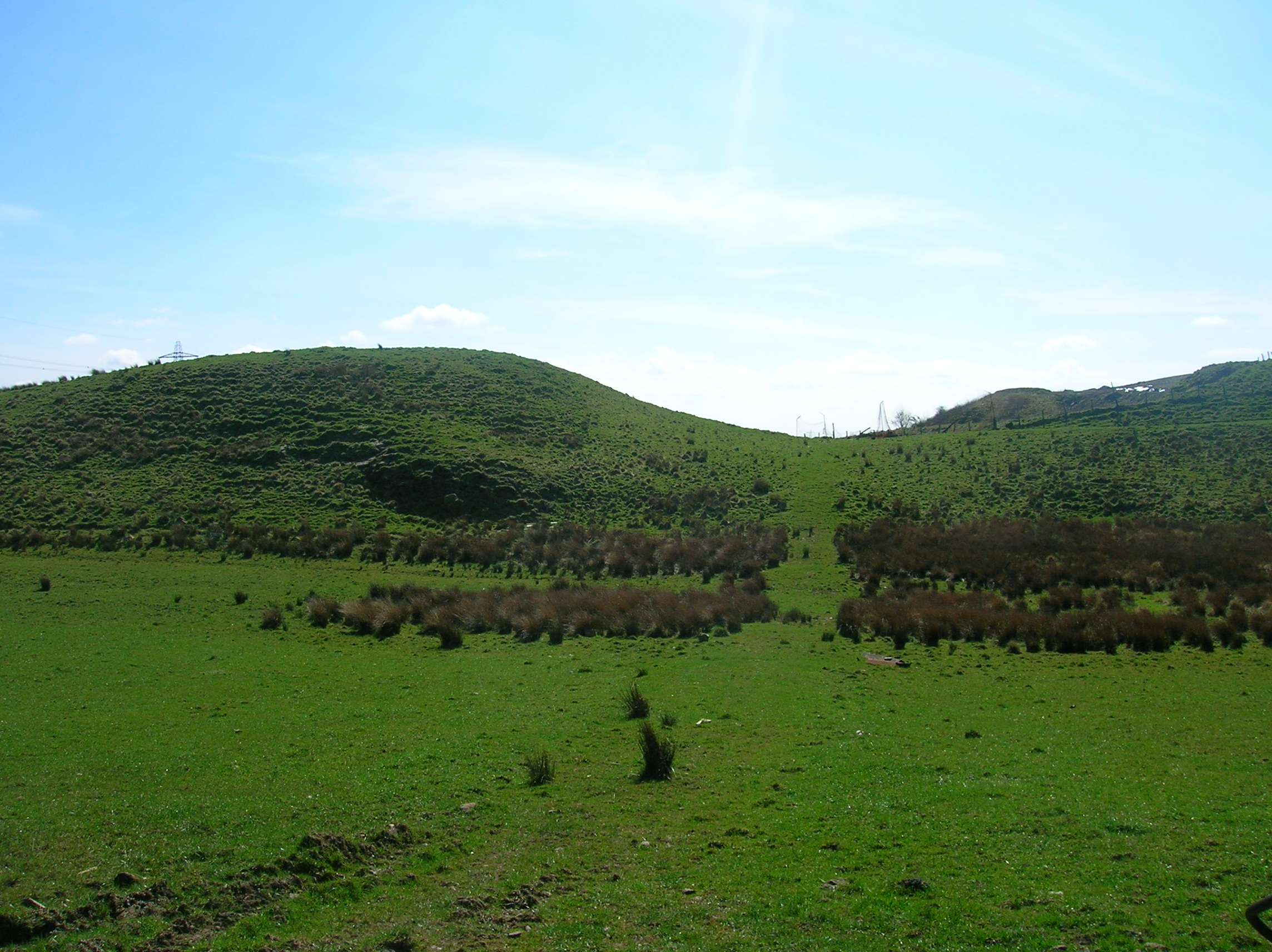
Бойдс-Хілл біля Данлопа
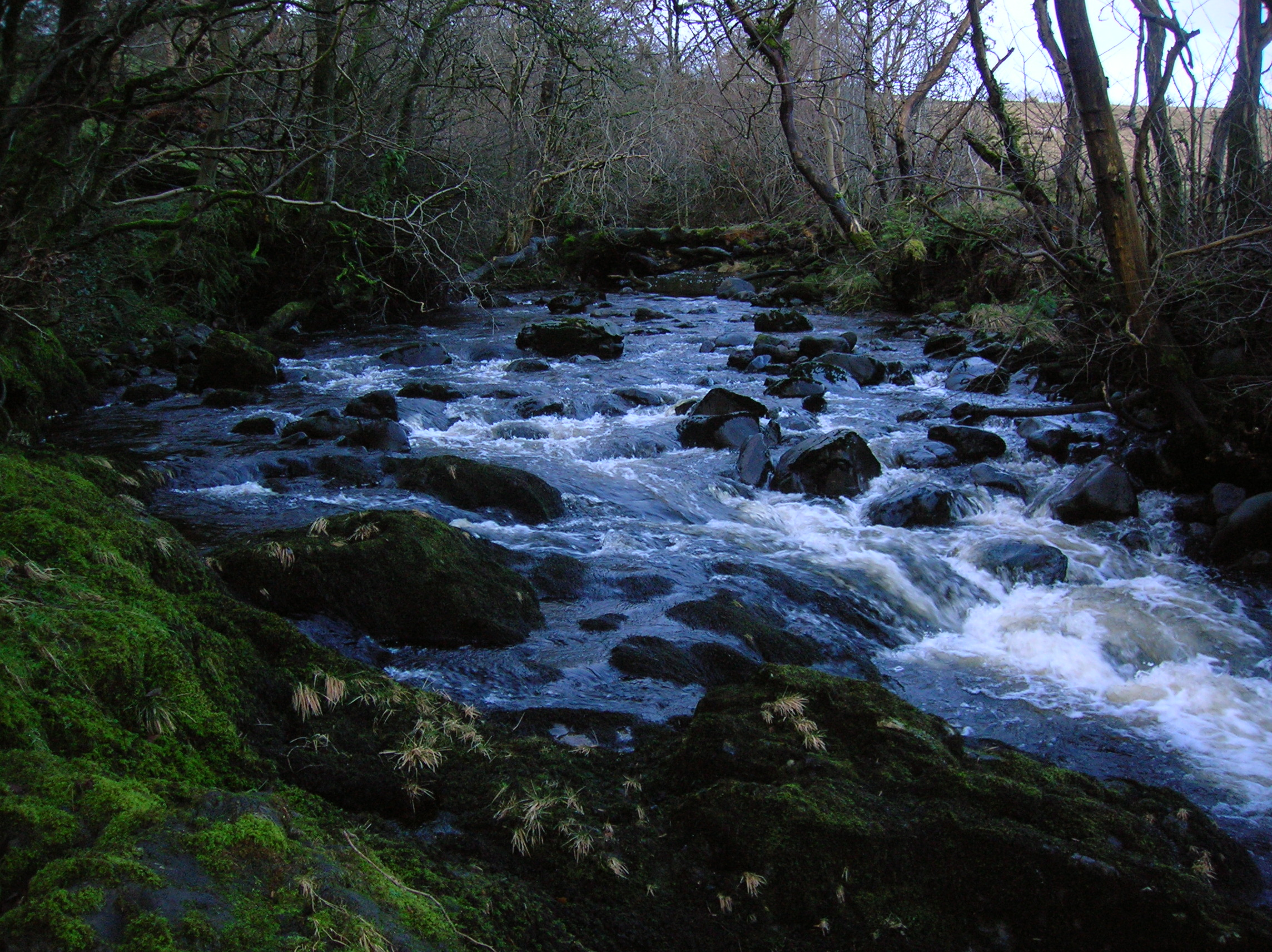
Води Гарнока біля замку Гленгарнок
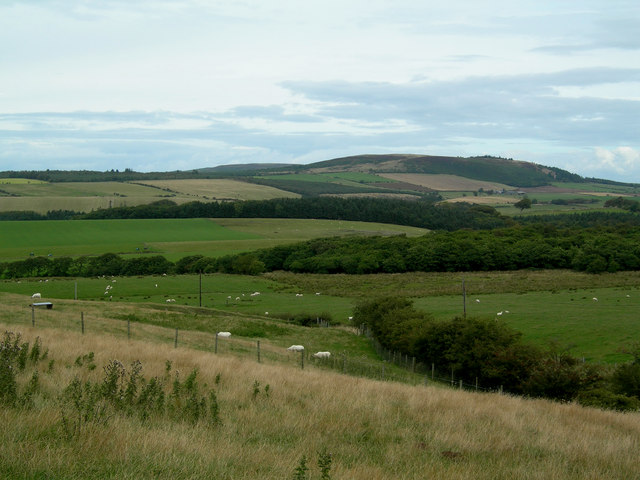
Пагорб Мохрум поблизу Кіркосвальда
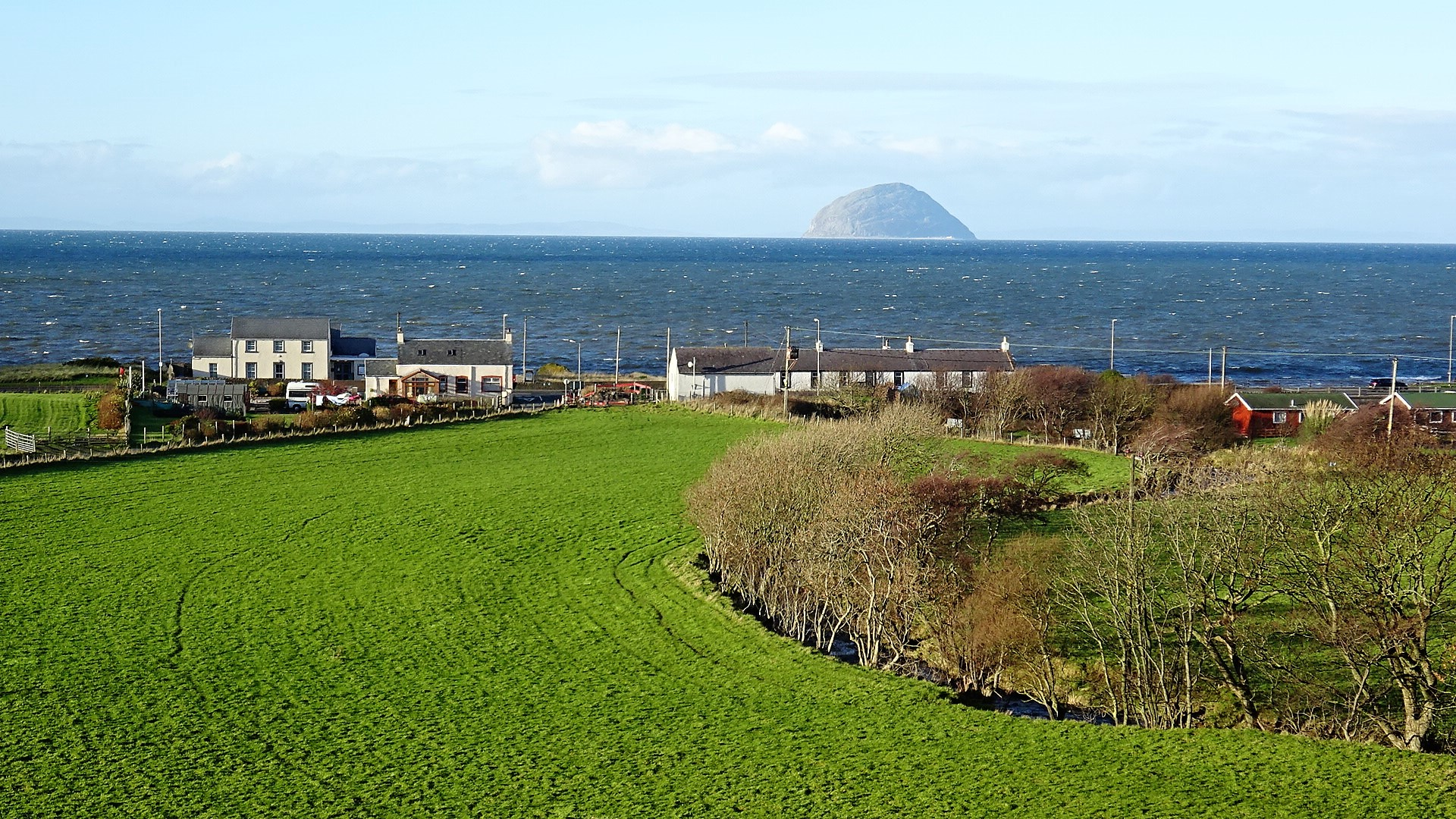
Узбережжя Лендалфута та Айлса Крейг на відстані

## Історія
Територія, яка сьогодні утворює Ершир, була частиною території на південь від стіни Антоніна, яка була короткочасно окупована римлянами під час правління імператора Антоніна Пія (див.: Римська Британія#Окупація та відступ з південної Шотландії). Його населяли дамнонії, які, як припускають, були бритами. Пізніше він увійшов до складу Британського королівства Стратклайд, яке було включено до Шотландського королівства в XI столітті. У 1263 році шотландці успішно відбили норвезьку лейданг армію в сутичці, відомій як битва при Ларгсі.

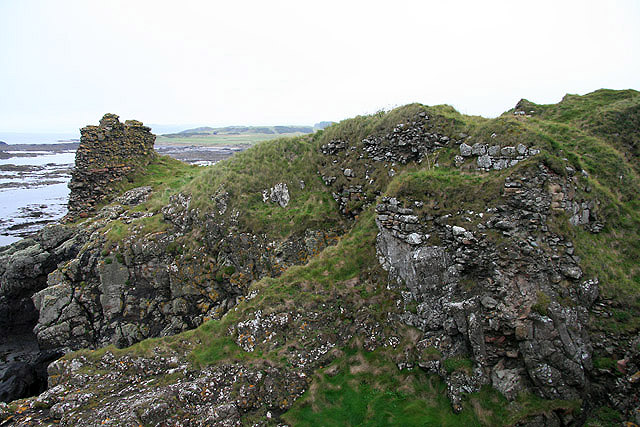
Залишки замку Тернберрі

Визначною історичною будівлею в графстві Ершир є замок Тернберрі, який датується XIII століттям або раніше і, можливо, був місцем народження Роберта Брюса.
Історичне графство або шерифство Ейр було поділено на три округи або двори, які пізніше склали графство Ершир. Ці три райони були:
- Керрік на півдні. Він розташовувався між Дуном і диким районом Геловей у прилеглих Стюартрі, місцевості, яка була лише величезним масивом пагорбів і мохів.[20]
- Кайл у центрі, який включав королівське місто Ейр, займав центральний район між річкою Ірвайн на півночі та річкою Дун на півдні та південному заході, територія, яка є досить горбистою всередині країни. Воно поділялося на «Кайл Стюарт»  (іноді його називають «Стюарт Кайл»[20] або «Кайл Уолтера»[21]) і «Королівський Кайл», перший охоплював країну між Ірвайном і річкою Ер; і остання, трикутна частина між Ером і Дуном, яка вшановується як місце народження та дім юності Роберта Бернза.[20]
- Каннінгем на півночі, який включав королівське місто Ірвайн, був тією частиною графства, яка лежала на північ від води Ірвіна, і була в місцевості, яка загалом є рівною та родючою.[20]

Раніше ця територія була сильно індустріалізованою, тут виробляли сталь і вугілля, а в Кілмарноку — численні приклади конвеєрного виробництва, найвідоміший — віскі Johnnie Walker . У новітній історії компанія Digital Equipment мала великий виробничий завод поблизу Ера приблизно з 1976 року, поки компанія не була поглинена Compaq у 1998 році. Деякі компанії-постачальники виросли, щоб обслуговувати цей сайт і більш віддалений завод IBM у Гріноку в Ренфрюширі. Авіаційна промисловість Шотландії протягом тривалого часу базувалася в Прествіку та навколо нього та його міжнародному аеропорту, і хоча виробництво літаків на колишньому заводі British Aerospace було припинено в 1998 році, значна кількість авіаційних компаній все ще базується на території Прествіка. Проте рівень безробіття в регіоні (за винятком більш сільської місцевості Південного Ерширу) вище середнього по країні.
Протягом XVII століття величезна кількість людей з Ерширу переїхала до Ольстера, північної провінції Ірландії, як частини Плантації Ольстера, багато з них мали такі прізвища, як Бернс, Гамільтон, Морроу, Стюарт, Фланаган, Кеннеді та Каннінгем. Сьогодні діалект ольстерської шотландської мови значною мірою є відгалуженням версії низинної шотландської мови, якою розмовляють в Ерширі. Ольстерський шотландський діалект все ще широко розповсюджений у графстві Антрім і в деяких частинах графства Даун і графстві Лондондеррі, а також широко поширений у Західному Тір-Еогайні та деяких частинах графства Донегол (головним чином Східний Донегол та Інішоуен).

## Місцевий уряд

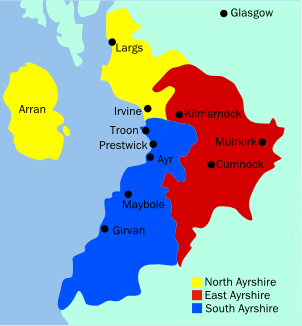
Адміністративні підрозділи, що охоплюють Ершир. Арран управляється як частина району ради Північного Ерширу, але історично є частиною Бутеширу.

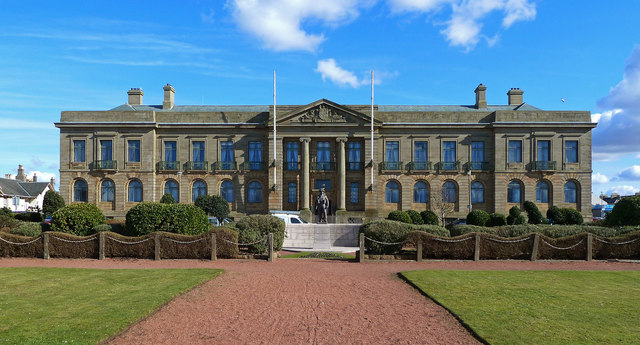
Будівлі округу, колишня штаб-квартира ради округу Ершир

Уповноважені з постачання були створені в 1667 році для кожного графства і становили головний адміністративний орган області, доки в 1890 році відповідно до Закону про місцеве самоврядування (Шотландія) 1889 року не було створено ради графств. Акт 1889 року також призвів до перегляду кордонів багатьох графств Шотландії; у випадку з Ерширом дві парафії Бейт і Данлоп, які обидві були між Ерширом і Ренфрюширом, були повністю включені в Ершир. Міста Ер і Кілмарнок були виключені з території, контрольованої радою графства, коли вона була створена в 1890 році, будучи визнаними здатними надавати власні служби.
У 1930 році був реалізований Закон про місцеве самоврядування (Шотландія) 1929 року. Це поставило Ер і Кілмарнок під контроль ради графства, і всі міста були перейменовані як великі або малі міста. Ер і Кілмарнок обидва були класифіковані як великі міста, що дозволило їм зберегти контроль над багатьма функціями, тоді як інші міста округу були класифіковані як малі міста, передавши багато функцій раді графства. Акт 1929 року також скасував парафіяльні ради. В Ерширі понад 30 парафій були об'єднані в десять районних рад. Районними радами були Ер, Камнок, Далмелінгтон, Гірван, Ірвайн, Кілбірні, Кілмарнок, Мейбол, Трун і Солткоутс. Рада округу Ершир базувалася в будівлях округу на площі Веллінгтон в Ері. 
У травні 1975 року рада округу була скасована, а її функції передано регіональній раді Стратклайду . Територія округу була поділена між чотирма новими округами в межах дворівневого регіону Стратклайд: Камнок і Дун Веллі, Каннінгем, Кілмарнок і Лудаун і Кайл і Керрік. Округ Каннінгем включав острів Арран, Великий Камбре та Малий Камбре, які до того часу входили до складу графства Б'ют. Для цілей лейтенантства останній лорд-лейтенант графства Ершир був призначений лордом-лейтенантом для об’єднаної території чотирьох округів, коли реформи набули чинності в 1975 році, а область лейтенанта була перейменована на Ершир і Арран у 1996 році.  
У 1996 році дворівнева система регіонів і районів була скасована, і Ершир був розділений між районами унітарної ради Східного Ершира (охоплює територію колишнього округу Кілмарнок і Лудаун і округу Долина Камнок і Дун), Північного Ершира (охоплює територію колишньої окружної ради Каннінгем) і Південний Ершир (охоплює територію колишнього округу Кайл і Керрік). 
Межі історичного графства Ершир досі використовуються для деяких обмежених офіційних цілей, пов’язаних із реєстрацією землі, будучи реєстраційним графством.

## Парламентські виборчі округи
Існував округ Ершир до Палати громад парламенту Великої Британії з 1708 по 1801 рр. і парламенту Сполученого Королівства з 1801 до 1868 р., коли виборчий округ був розділений на Північний Ершир і Південний Ершир.
Протягом усього періоду з 1708 по 1868 рік і до 1950 року міста Ер та Ірвайн були парламентськими містами, представленими як компоненти Ер-Бергса. У 1832 році Кілмарнок став парламентським містом, яке до 1918 року було представлено як компонент Кілмарнока. Ер Бургс і Кілмарнок Бургс були районами бургів і за характером досить відрізнялися від пізніших виборчих округів Ер і Кілмарнок. 
З 1918 по 1983 рік Ершир і Б'ютшир розглядалися як одна територія для цілей парламентського представництва, причому їх сукупна територія була поділена на різні виборчі округи в різний час. Шотландські округи місцевого самоврядування були скасовані в 1975 році на користь регіонів і округів, але наступна реформа меж виборчих округів була проведена лише в 1983 році. 
Виборчі округи, що охоплюють Ершир, можуть бути перераховані за періодами, як показано нижче, але історія дещо складніша, ніж списки можуть мати на увазі: до 1918 року Ер Бургс і Кілмарнок Бургс включали міста, що лежали за межами Ершира та Б'ютширу; назва конкретного виборчого округу може представляти різні кордони в різні періоди; у 1974 році відбулися зміни меж без створення нових назв виборчих округів. 
| Крапка         | Виборчі округи                                                             |
| -------------- | -------------------------------------------------------------------------- |
| 1708-1832      | Ершир і Ер Бургс                                                           |
| 1832-1868      | Ершир, Кілмарнок Бургс і Ер Бургс                                          |
| 1868-1918      | Північний Ершир, Кілмарнок Бургс, Ер Бургс і Південний Ершир               |
| 1918-1950      | Б'ют і Північний Ершир, Кілмарнок, Ер Бургс і Південний Ершир              |
| 1950-1983 роки | Б'ют і Північний Ершир, Центральний Ершир, Кілмарнок, Ер і Південний Ершир |

## Транспорт

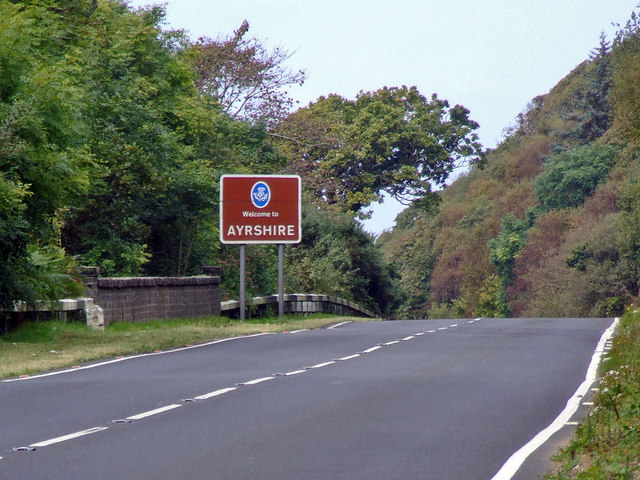
В’їзд до Ерширу по A77, що прямує на північ

Кілька залізничних ліній з'єднує міста північного Ершира одне з одним, а також із Глазго, а також на південь із Странраером і на південний схід із Дамфрісом.
Пороми сполучають Ершир з островами Арран і Великий Камбре в Б'ютширі.
Міжнародний аеропорт Глазго Прествік, який обслуговує Глазго та західну Шотландію загалом, розташований за 32 милі (51 км) від Глазго в Ерширі; забезпечує різноманітні пасажирські рейси до Іспанії, Португалії, Італії та Польщі.  Назву «Глазго» було додано перед «Прествік» відповідно до конвенцій про найменування американських військових аеропортів, оскільки в минулому аеропорт часто використовувався як зупинка військового персоналу США на шляху до та з військових баз у Німеччині. Крім того, він відомий в історії рок-музики як єдине місце в Британії, яке відвідав Елвіс Преслі, повертаючись додому після служби в армії в Німеччині в 1960 році.

## Міста та села в Ерширі

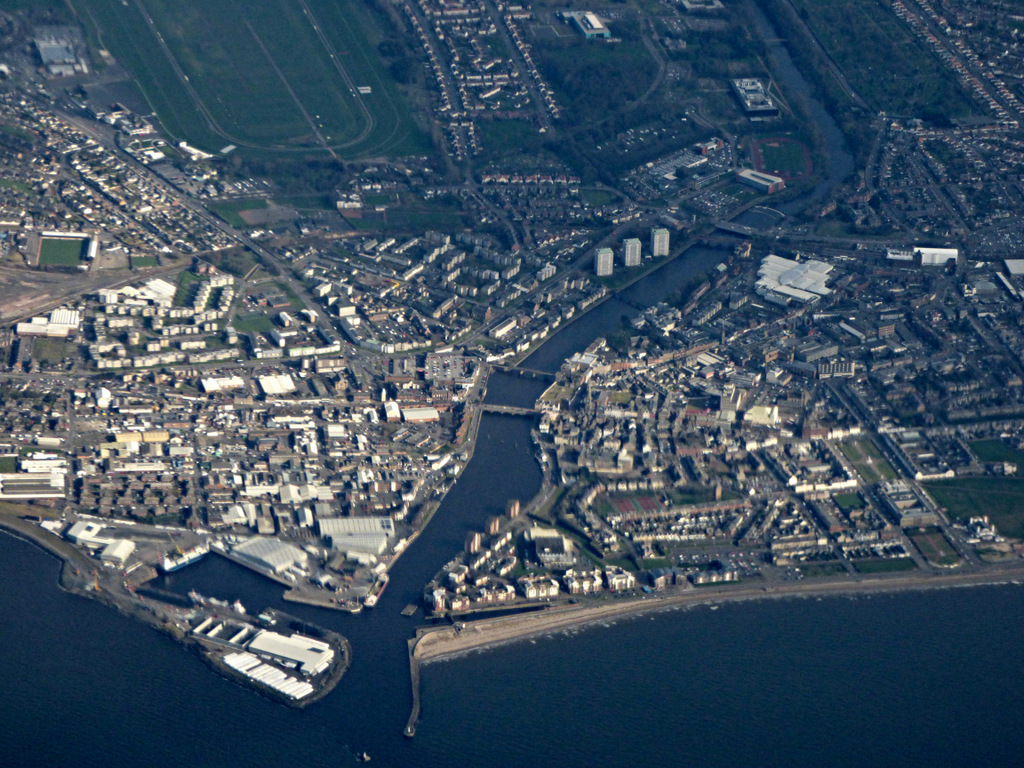
Ейр, місто графства Ершир

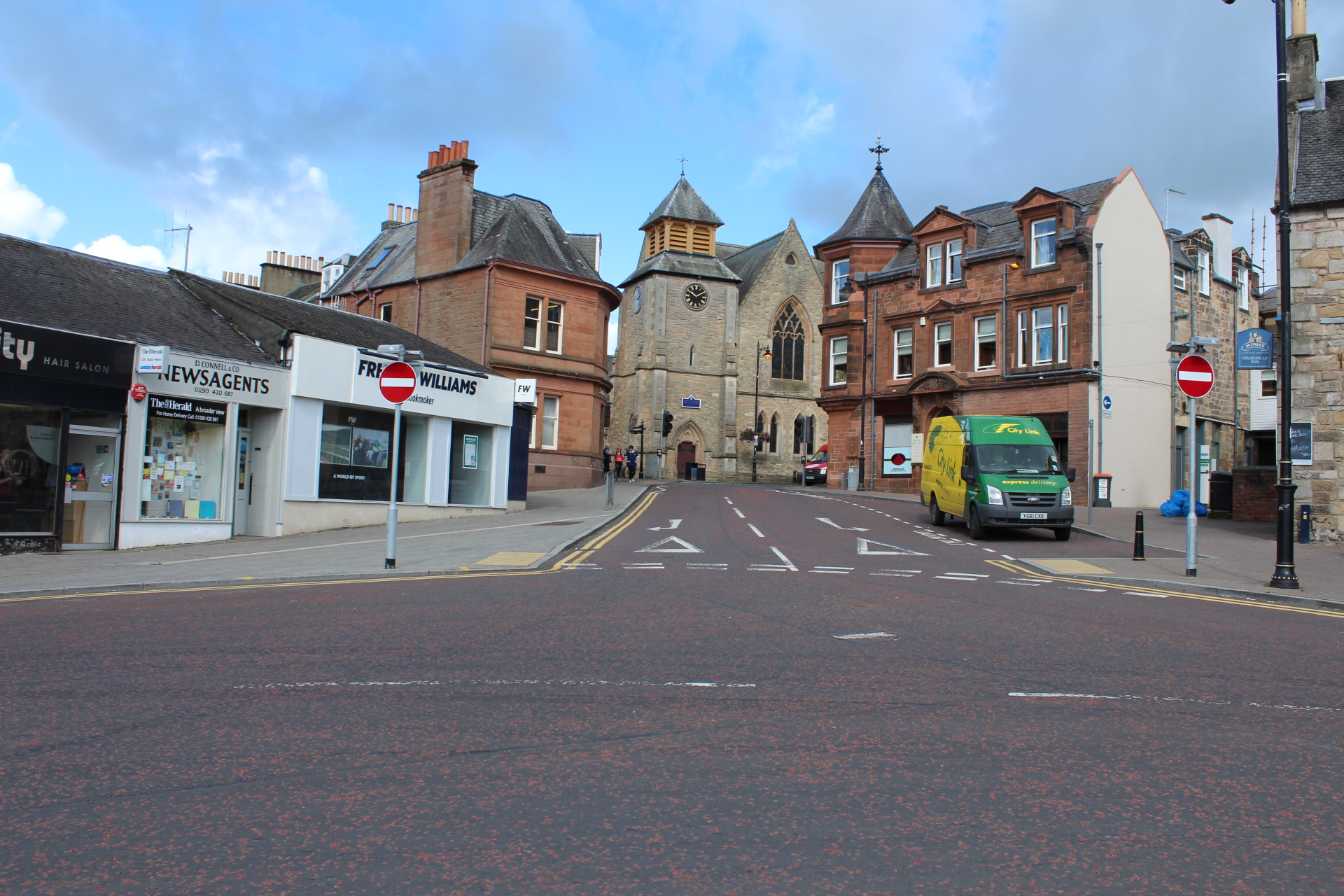
Камнок

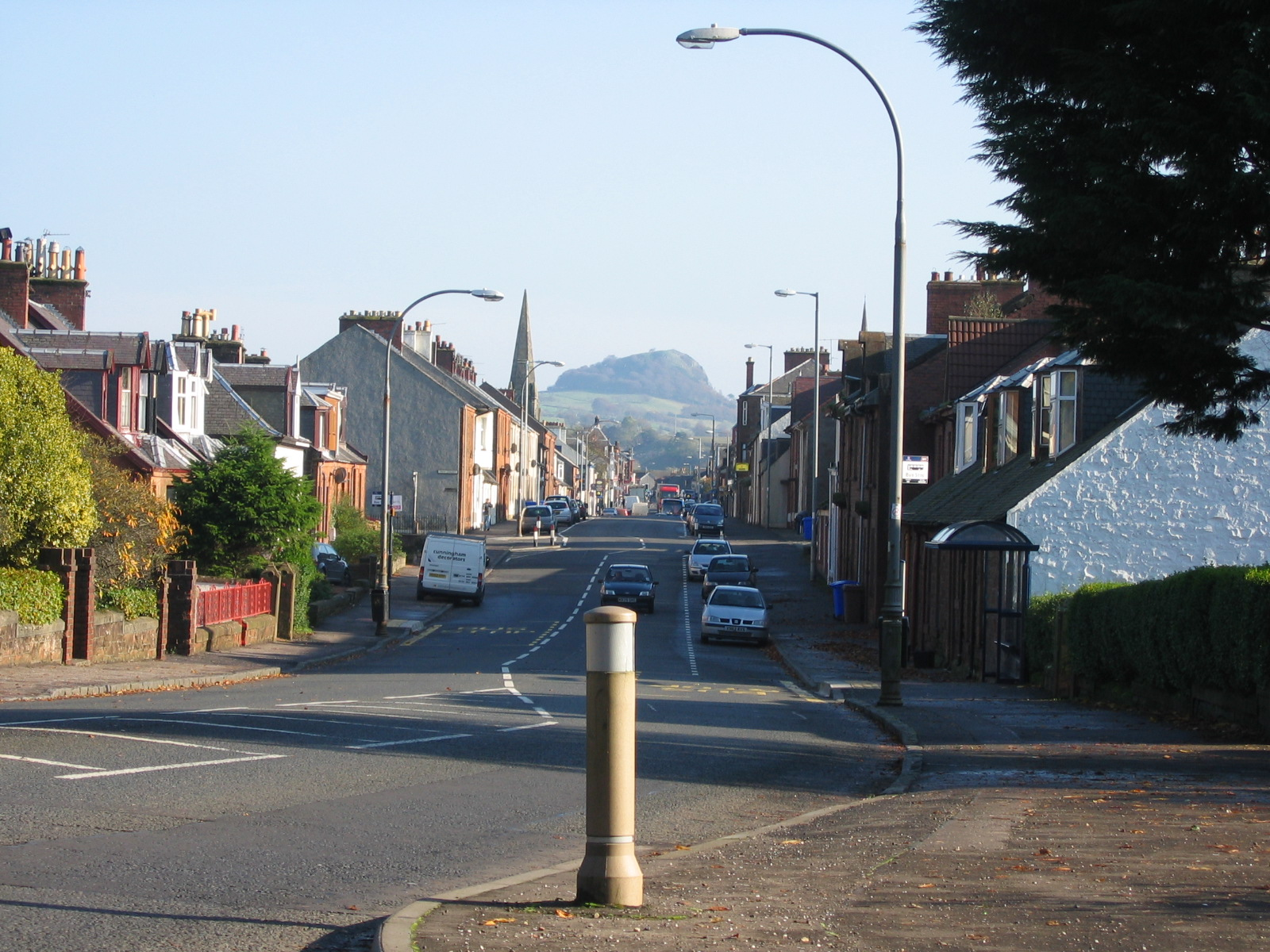
Дарвел

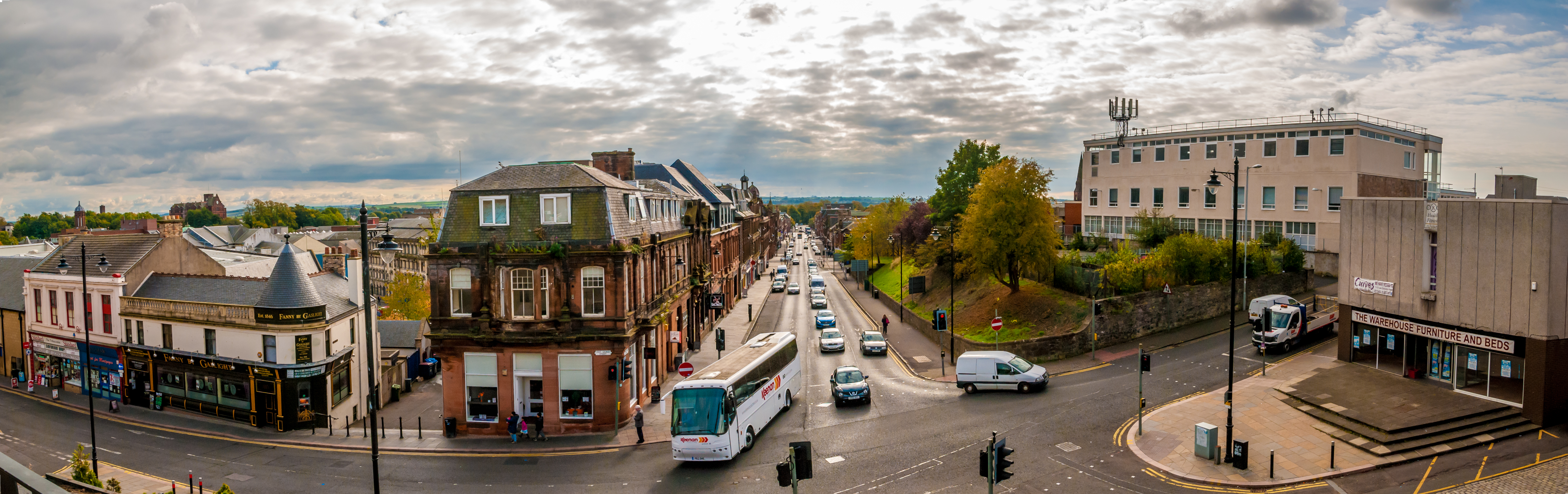
Кілмарнок

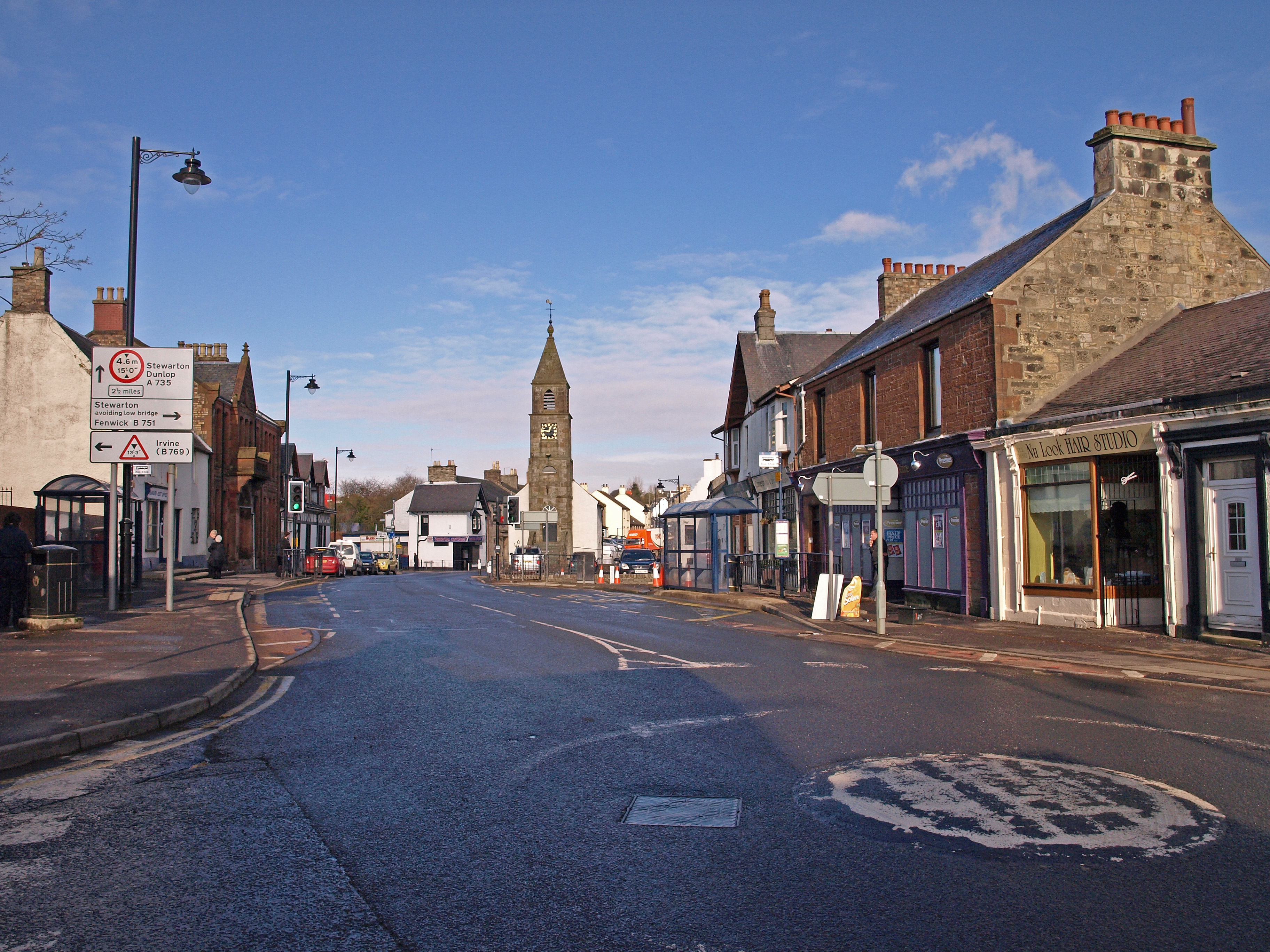
Кілмаурс

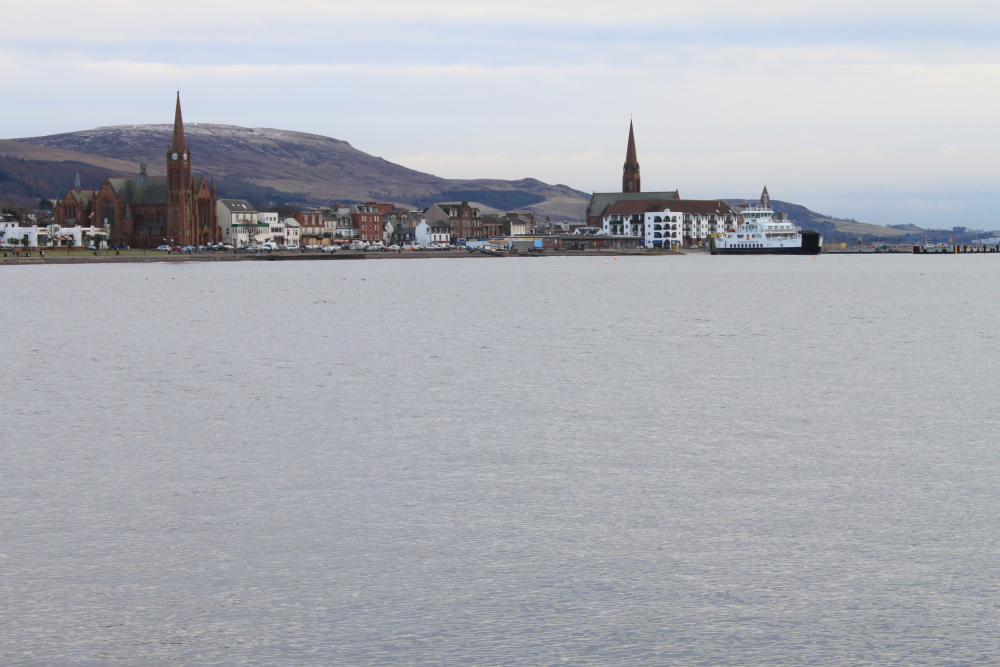
Ларгс

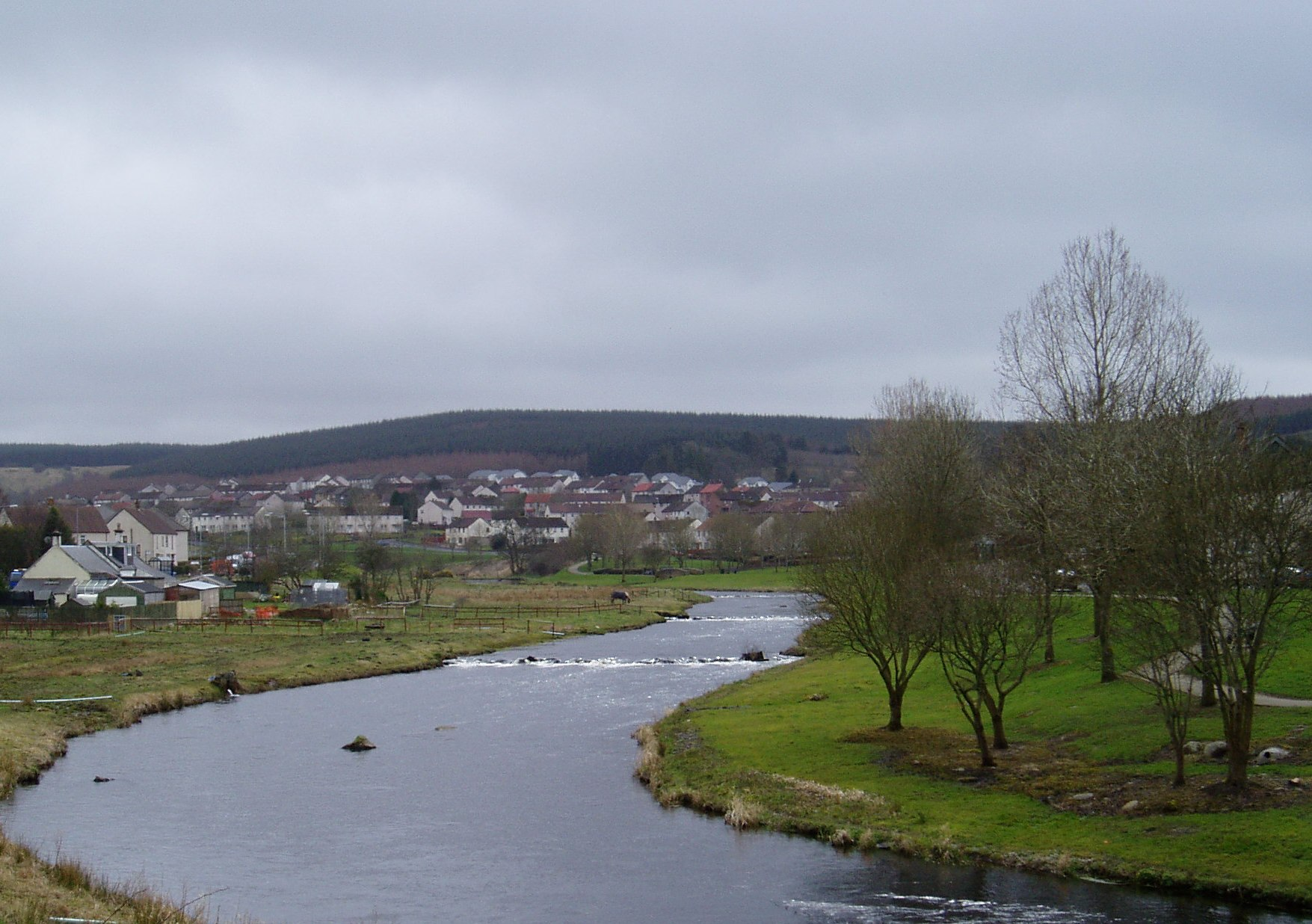
Патна

- Alloway
- Ardrossan
- Annbank
- Ardeer
- Auchentiber
- Auchinleck
- Ayr
- Ballantrae
- Barassie
- Barkip
- Barr
- Barrhill
- Barrmill
- Beith
- Bellsbank
- Belmont
- Benslie
- Bourtreehill
- Broomlands
- Burnhouse
- Catrine
- Colmonell
- Coylton
- Craigie
- Craigmalloch
- Cronberry
- Crosshill
- Crosshouse
- Cumnock
- Cunninghamhead
- Dailly
- Dalgarven
- Dalmellington
- Dalry
- Dalrymple
- Darvel
- Doonfoot
- Drakemyre
- Dreghorn
- Drongan
- Drybridge
- Dundonald
- Dunlop
- Dunure
- Fairlie
- Fenwick
- Fergushill
- Fullarton
- Galston
- Gatehead
- Gateside
- Giffordland
- Girdle Toll
- Girvan
- Glenbuck
- Glengarnock
- Greenhills
- Hansel
- Haugh
- Heathfield
- Hessilhead hamlet
- Highfield
- Hurlford
- Irvine
- Joppa
- Kilbirnie
- Kilmarnock
- Kilmaurs
- Kilwinning
- Kincaidston
- Kirkmichael
- Kirkoswald
- Knockentiber
- Largs
- Lendalfoot
- Loans
- Logan
- Longbar
- Lugton
- Lugar
- Lylestone
- Mauchline
- Maidens
- Maybole
- Meikle Auchengree
- Minishant
- Monkton
- Moscow
- Montgreenan
- Mossblown
- Muirkirk
- Netherthird
- New Cumnock
- Newmilns
- Ochiltree
- Old Dailly
- Patna
- Pinmore
- Pinwherry
- Polnessan
- Portencross
- Prestwick
- Priestland
- Rankinston
- Riccarton
- Saltcoats
- Seafield
- Seamill
- Skelmorlie
- Sorn
- Springside
- Stair
- Stevenston
- Stewarton
- Straiton
- Symington
- Tarbolton
- Torranyard
- Trabboch
- Troon
- Turnberry
- Waterside
- West Kilbride

## Цікаві місцини
- Auchenharvie Castle[33]
- Barony and Castle of Giffen[34]
- Cleeves Cove[35]
- Clyde Muirshiel Regional Park[36]
- Corsehill[37]
- Culzean Castle[38]
- Dalgarven Mill – Museum of Ayrshire Country Life and Costume[39]
- Dean Castle[40] - Kilmarnock
- Eglinton Country Park[41]
- Laigh Milton viaduct[42]
- Thurgartstone[43]
- Ayr Seafront Playpark
- Burns National Heritage Park
- The Low Green, Ayr
- Turnberry (golf course)[44]

## Видатні люди з Ершира
- Hew Ainslie (1792–1878), poet[45]
- Nicola Benedetti (1987-), classical violinist born in West Kilbride
- Sir Thomas Brisbane (1773–1860), Soldier and Colonial Administrator, after whom the city of Brisbane is named. Born in Largs.
- Kris Boyd (1983-), Footballer, born in Irvine[46]
- John Boyd Orr (1880–1971), Nobel Peace Prize winner, born in Kilmaurs.
- Kirk Broadfoot (1984–), Footballer, born in Irvine[47]
- George Douglas Brown (1869–1902), novelist, best known for The House with the Green Shutters, born in Ochiltree
- Robert the Bruce (1274–1329), possibly born in Turnberry Castle
- Craig Burley (1971–), Footballer, born in Ayr[48]
- Джордж Берлі (1956–), Футболіст, народився в Камнок[49]
- Robert Burns (1759–1796), poet, born in Alloway;
- Paul Caddis (1988–), Footballer, born in Irvine[50]
- Eric Caldow (1934–2019), Footballer, born in Cumnock[51]
- Kenneth Campbell (1917–1941), RAF pilot and posthumous recipient of the Victoria Cross, born in Ardrossan
- James McCosh Clark (1833–1898), mayor of Auckland, born in Beith
- Steve Clarke (1963-), Football manager and former player, born in Saltcoats.
- Paul Clarke (1956–), Footballer, born in Ardrossan[52]
- Craig Conway (1985–), Footballer, born in Irvine[53]
- Robert Craufurd (1764–1812), British major general;
- Noam Dar (1993-), professional wrestler signed to WWE performing on the NXT UK and 205 Live brands
- Billy Dodds (1969–), Footballer, born in New Cumnock[54]
- Kris Doolan (1986–), Footballer, born in Irvine[55]
- John Dunlop (1840–1921), inventor of the pneumatic tyre, born in Dreghorn
- Robert Dunsmuir (1825-1889), coal baron and industrial capitalist on Vancouver Island, Canada
- Henry Faulds (1843-1930), doctor, missionary and scientist. Born in Beith
- Andrew Fisher (1862–1928), 5th Prime Minister of Australia (1908-1909, 1910–1913 and 1914–1915)
- Sir Alexander Fleming (1881–1955), inventor/discoverer of penicillin, born in Darvel
- Alan Forrest (1996–), Footballer, born in Irvine[56]
- James Forrest (1991–), Footballer, born in Prestwick[57]
- John Galt (1779–1839), author
- Drew Galloway (1985–), professional wrestler on WWE's RAW brand as Drew McIntyre
- Billy Gilmour (2001–), Footballer, born in Irvine[58]
- Jamie Hamill (1986–), Footballer, born in Irvine[59]
- Colin Hay (1953-), singer and former lead-singer of Australian band Men At Work, born in Saltcoats.
- Garry Hay (1977–), Footballer, born in Irvine[60]
- Jack Hendry (1995–), Footballer, grew up in Annbank[61]
- Gary Holt (1973–), Football manager and former player, born in Irvine[62]
- Air Chief Marshal Angus Houston (1947–), current Australian Chief of Defence Force
- George Houston (1869–1947), landscape painter of Scottish locales, born in Dalry.
- Tom Hunter (1961–), entrepreneur and philanthropist
- Bobby Lennox, MBE. (1943-), Footballer, born in Saltcoats
- Lou Macari (1949–), Footballer, grew up in Largs[63]
- The MacDonald Brothers, recording artists and contestants on The X Factor
- Sir James MacMillan (1959-), classical composer and conductor
- John McAdam (1756–1836), engineer and inventor of macadam
- James McCosh (1811–1894), philosopher of the Scottish School of Common Sense and president of what would become Princeton University[45]
- Robby McCrorie (1998–), Footballer, born in Dailly[64]
- Ross McCrorie (1998–), Footballer, born in Dailly[65]
- Jai McDowall (1986–), winner of Britain's Got Talent in 2011
- Hugh McIlvanney MBE (1934-2019), Sports Journalist, born in Kilmarnock.
- William McIlvanney (1936–2015), Writer, born in Kilmarnock.
- Alan McInally (1963–), Footballer, born in Ayr[66]
- Rory McKenzie (1993–), Footballer, born in Irvine[67]
- Sir Thomas McKillop, (1943–) CEO of AstraZeneca, born in Dreghorn
- James Henry McLean (1806–1886), physician and United States Congressman from Missouri[45]
- Gordon McQueen (1952–), Footballer, born in Kilbirnie[68]
- Colin Mochrie (1957–), improvisational comedian and actor best known for being in Whose Line Is It Anyway?, born in Kilmarnock
- William Murdoch (1754–1839), inventor of gas lighting and engineer
- Steven Naismith (1986–), Footballer, born in Irvine[69]
- Simon Neil (1979–), James Johnston (1980–), and Ben Johnston (1980–) of Biffy Clyro
- Jamie Ness (1991–), Footballer, born in Irvine[70]
- Steve Nicol (1961–), Footballer, born in Irvine[71]
- Alexander Peden (1626–1686), leading figure in the Covenanter movement
- Craig Samson (1984–), Footballer, born in Irvine[72]
- Bill Shankly (1913–1981), football manager, born in Glenbuck
- Bob Shankly (1910-1982) Football Manager, born in Glenbuck
- Robert Simson (1687–1768), mathematician and professor of mathematics for 50 years
- Ryan Stevenson (1984–), Football manager and former player, born in Irvine[73]
- Ross Stewart (1996–), Footballer, born in Irvine[74]
- Gordon Smith (1954–), Footballer, born in Kilwinning[75]
- Nicola Sturgeon (1970–), current First Minister of Scotland, born in Irvine.
- Sam Torrance (1953–), professional golfer, born in Largs
- Kimberly Benson (1991–), professional wrestler best known as Piper Niven and for her work in WWE and ICW